# 菲利蘇爾

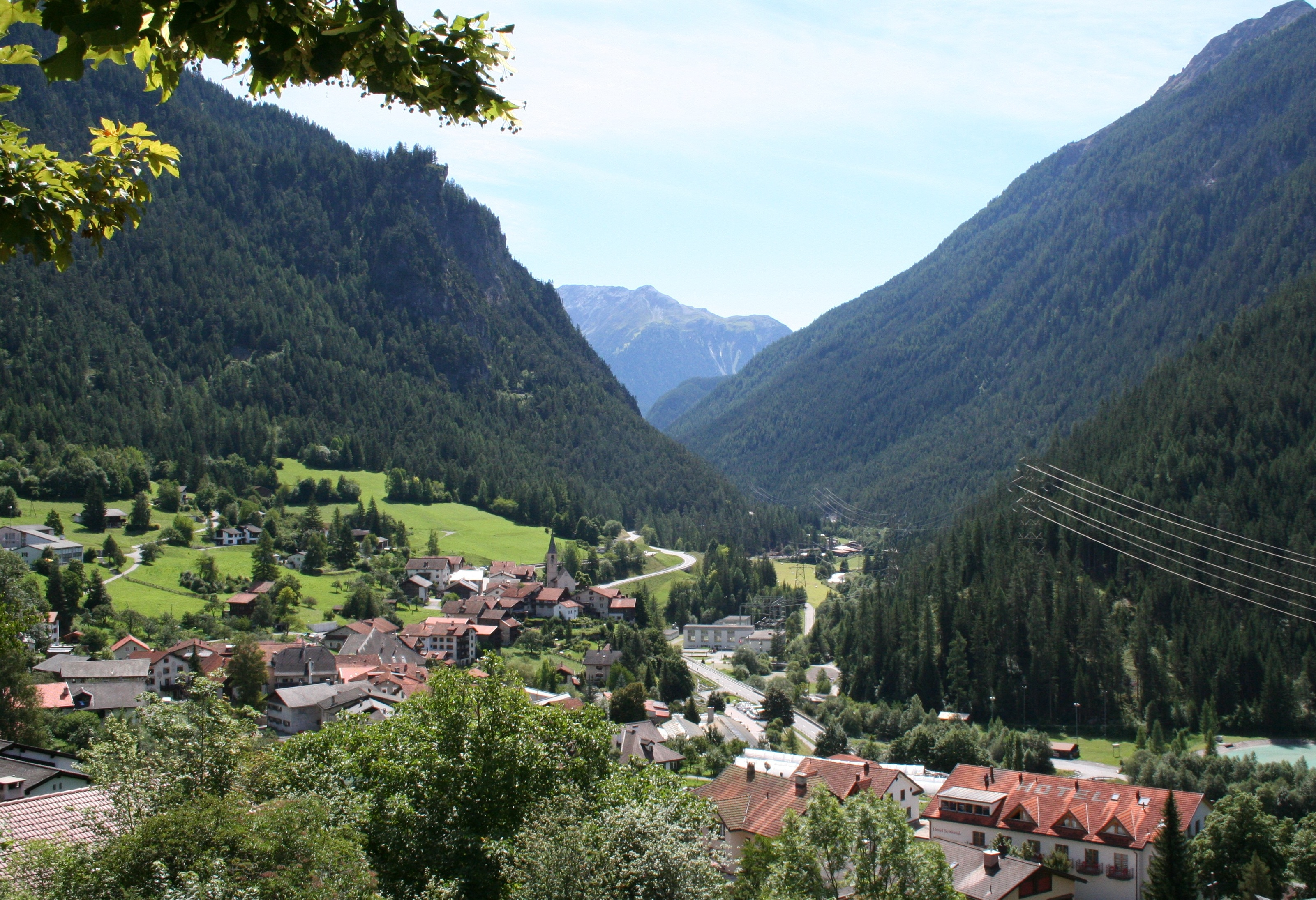

菲利蘇爾是瑞士的城鎮，位於該國東部，由格勞賓登州負責管轄，面積44.49平方公里，海拔高度1,032米，2011年人口460，人口密度每平方公里10人。

## 外部連結
- Official website （德文）